# SRM (ген)
SRM (англ. Spermidine synthase) – білок, який кодується однойменним геном, розташованим у людей на 1-й хромосомі. Довжина поліпептидного ланцюга білка становить 302 амінокислот, а молекулярна маса — 33 825.
| 10         |  | 20         |  | 30         |  | 40         |  | 50         |
| ---------- |  | ---------- |  | ---------- |  | ---------- |  | ---------- |
| MEPGPDGPAA |  | SGPAAIREGW |  | FRETCSLWPG |  | QALSLQVEQL |  | LHHRRSRYQD |
| ILVFRSKTYG |  | NVLVLDGVIQ |  | CTERDEFSYQ |  | EMIANLPLCS |  | HPNPRKVLII |
| GGGDGGVLRE |  | VVKHPSVESV |  | VQCEIDEDVI |  | QVSKKFLPGM |  | AIGYSSSKLT |
| LHVGDGFEFM |  | KQNQDAFDVI |  | ITDSSDPMGP |  | AESLFKESYY |  | QLMKTALKED |
| GVLCCQGECQ |  | WLHLDLIKEM |  | RQFCQSLFPV |  | VAYAYCTIPT |  | YPSGQIGFML |
| CSKNPSTNFQ |  | EPVQPLTQQQ |  | VAQMQLKYYN |  | SDVHRAAFVL |  | PEFARKALND |
| VS         |  |            |  |            |  |            |  |            |

A: Аланін

C: Цистеїн

D: Аспарагінова кислота

E: Глутамінова кислота

F: Фенілаланін

G: Гліцин

H: Гістидин

I: Ізолейцин

K: Лізин

L: Лейцин

M: Метіонін

N: Аспарагін

P: Пролін

Q: Глутамін

R: Аргінін

S: Серин

T: Треонін

V: Валін

W: Триптофан

Кодований геном білок за функцією належить до трансфераз. 
Задіяний у такому біологічному процесі, як ацетилювання. 